# Petite France (Straßburg)

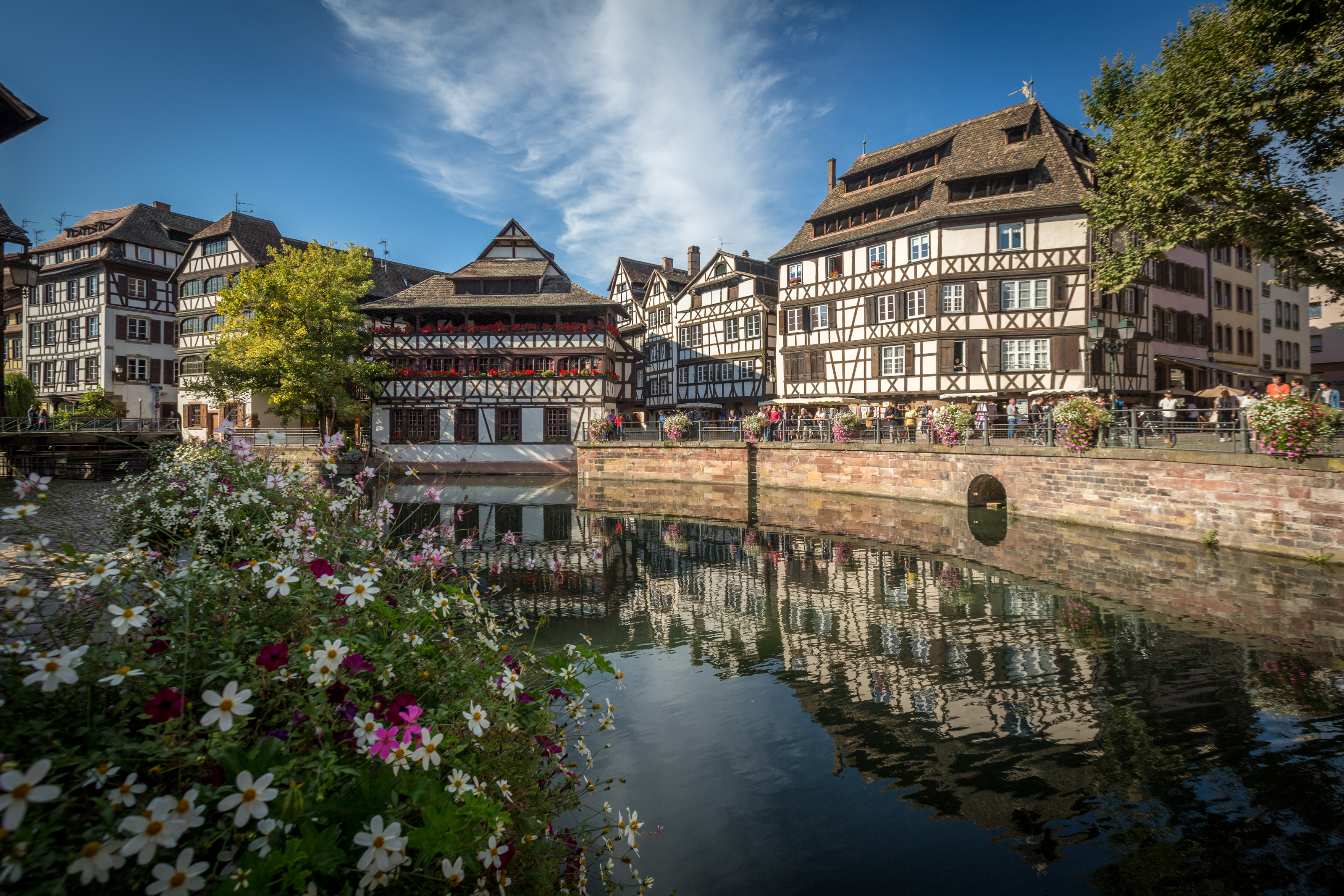
Petite-France

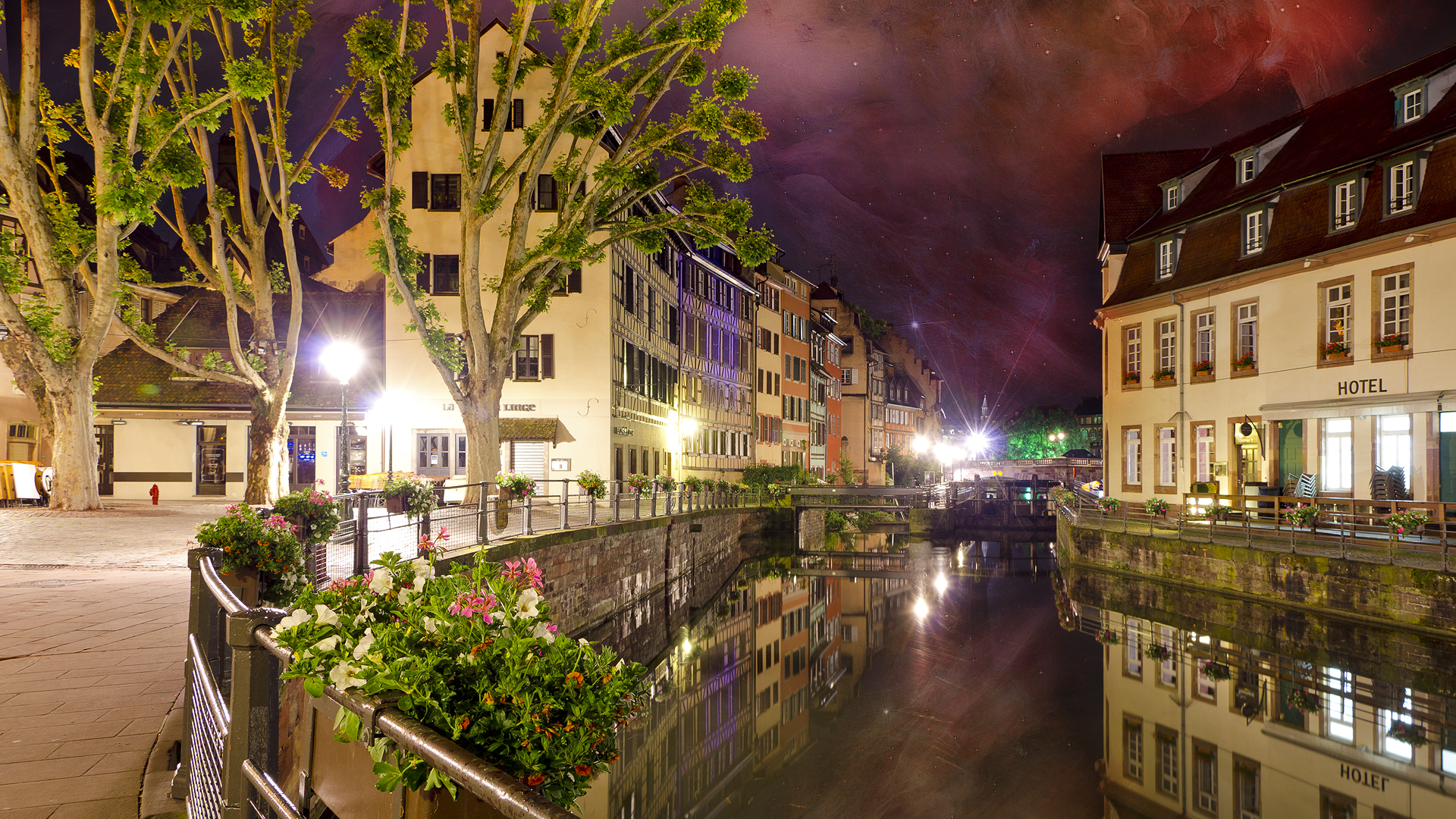
Petite France bei Nacht.

Das Viertel La Petite France (deutsch: Klein-Frankreich), von elsässisch Französel (»Frankreichlein«), ist der südwestliche Teil der Großen Insel (Grande Île) von Straßburg im Elsass, der zentralsten und charakteristischsten Insel der Stadt, die das historische Zentrum bildet. Das Viertel wird im Norden begrenzt durch den Quai de la Bruche (Breuschstaden), die Rue du Bain-aux-Plantes (Pflanzbadgasse), die Place Benjamin-Zix (Zixplatz) und die Rue des Dentelles (Spitzengasse); im Osten durch die Rue du Pont-Saint-Martin (Bei der Martinsbrücke), den Pont Saint-Thomas (Thomasbrücke) und die Mühlen-Fußgängerbrücke, im Süden vom Kanal der Zorn-Mühle, im Westen durch die Gedeckten Brücken.
Das Quartier mit alten Fachwerkhäuser aus dem 16. und 17. Jahrhundert mit ihren hohen Spitzdächern wird von Kanälen des Flusses Ill durchzogen und ist heute einer der größten Touristenhotspots der Europastadt. Das Viertel gehört mit der gesamten Altstadt zum UNESCO-Weltkulturerbe.

## Geschichte

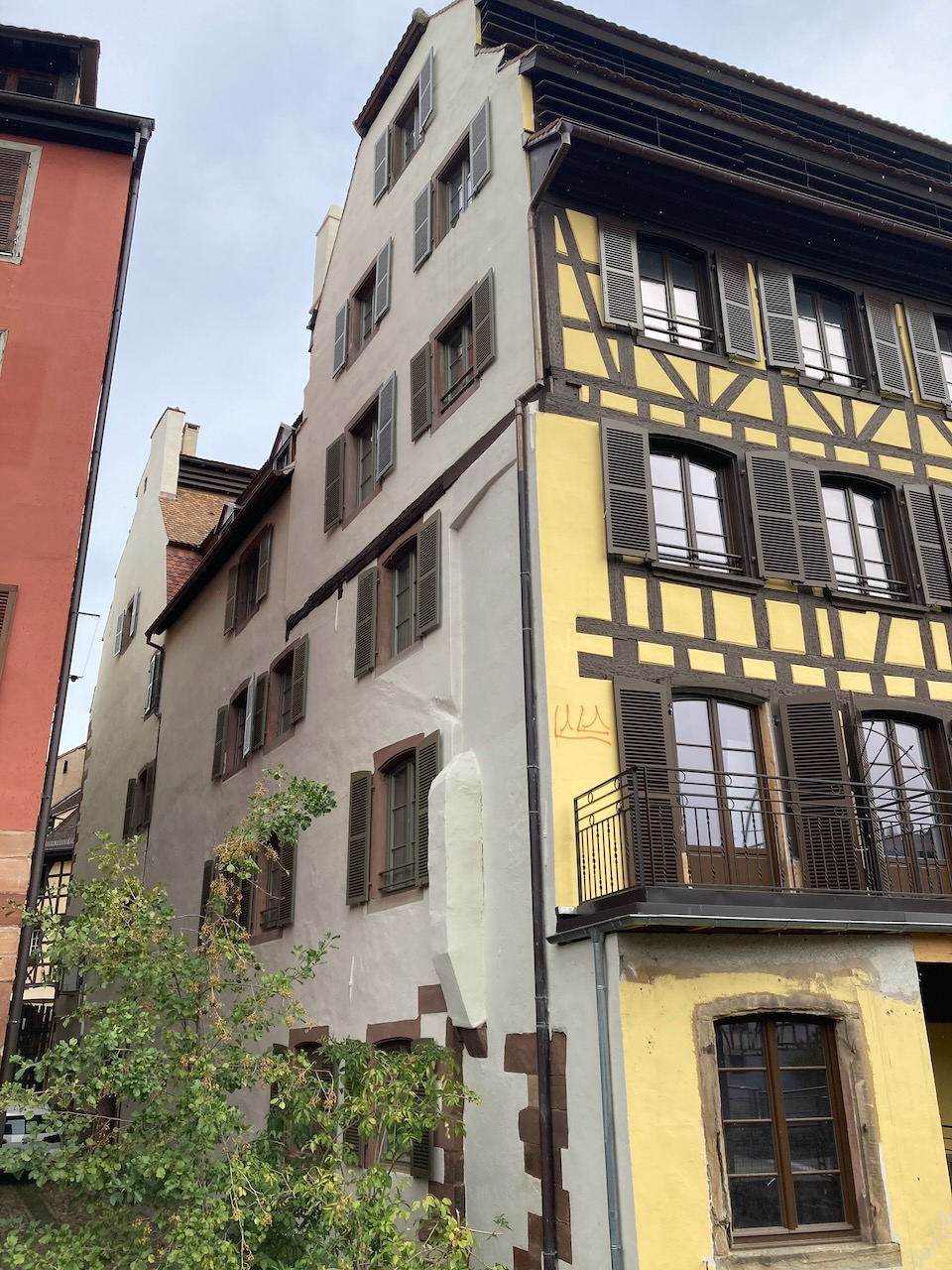
Ehemalige hugenottische Rotgerberei Bury, Rue des Dentelles 12.

### Pflanzbad, Mühlenplan, Gedeckte Brücken
Das Viertel Petite France entstand als städtische Einheit erst im 20. Jahrhundert. Ursprünglich war der Begriff „Frankreichlein“ dem Damm vorbehalten, der den Spitzmühlen-Kanal vom Schifffahrtskanal trennt. Bis zum 19. Jahrhundert hießen die drei heute den Stadtteil bildenden Einheiten „Am Pflanzbad“, „der Mühlenplan“ und „bei den Gedeckten Brücken“. Der Mühlenplan heißt heute auf Französisch Rue des Moulins und wird manchmal auch Mühlenviertel genannt. Petite France ist daher kein historisches Stadtviertel im engeren Sinne, sondern ein malerisches Viertel, das sich mit seinen schmale Gassen bildenden Fachwerkhäusern am Ufer der Ill herauskristallisierte und wegen der Gerbereien (Weiß- und Rotgerber) und den damit verbundenen Gerüchen damals wenig beliebt war. Neben den Gerbern und Mühlen-Besitzern lebten hier auch arme Fischer, Henker und Prostituierte. Viele Häuser wurden (auch aus finanziellen Gründen) in Fachwerkbauweise errichtet. Der Ursprung reicht bis ins 16. Jahrhundert zurück. Schon seit ehedem wird das Quartier von vier Wasserkanälen durchgezogen. Bis etwa 1830 trugen drei Wasserkanäle den Namen der jeweiligen Mühle, während der vierte der Schifffahrt auf der Ill diente.
Im Laufe des 20. Jahrhunderts erweiterte sich die Bezeichnung Petite France auf diese drei bis dahin getrennten Quartiere: die Ponts couverts (Gedeckte Brücken), das Mühlen-Viertel und das Gebiet um die Rue du Bain-aux-Plantes mit vielen Gerbereien, die Dachstühle der ältesten Häuser mit belüfteten Dachböden zum Trocknen der Häute sind noch heute stille Zeugen dieser Vergangenheit. Ein Teil wurde daher auch als Gerberviertel bezeichnet. Bereits 1840 war der Tanneurs-Graben zugeschüttet worden, der zuvor die Rue du Bain-aux-Plantes vom Saint-Thomas-Viertel getrennt hatte. Die Schaffung des Place Benjamin-Zix wurde dadurch ermöglicht. Seit 1988 ist das Viertel als UNESCO-Weltkulturerbe gelistet. Das Viertel Mühlenplan wurde von Müllern bewohnt.

### Hospiz der Unheilbaren

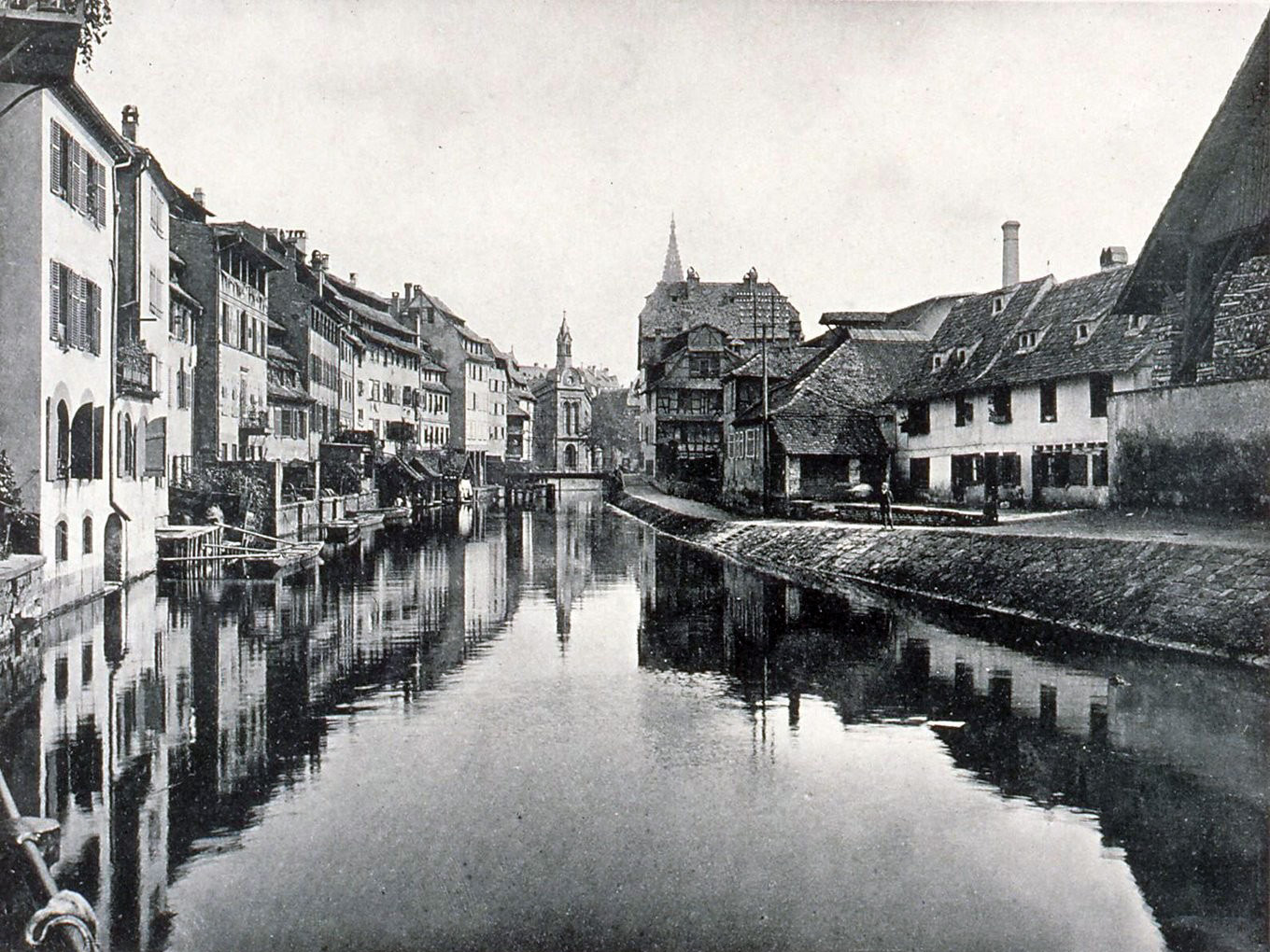
Blodergängel rechts, Quai de la Petite France (1898)

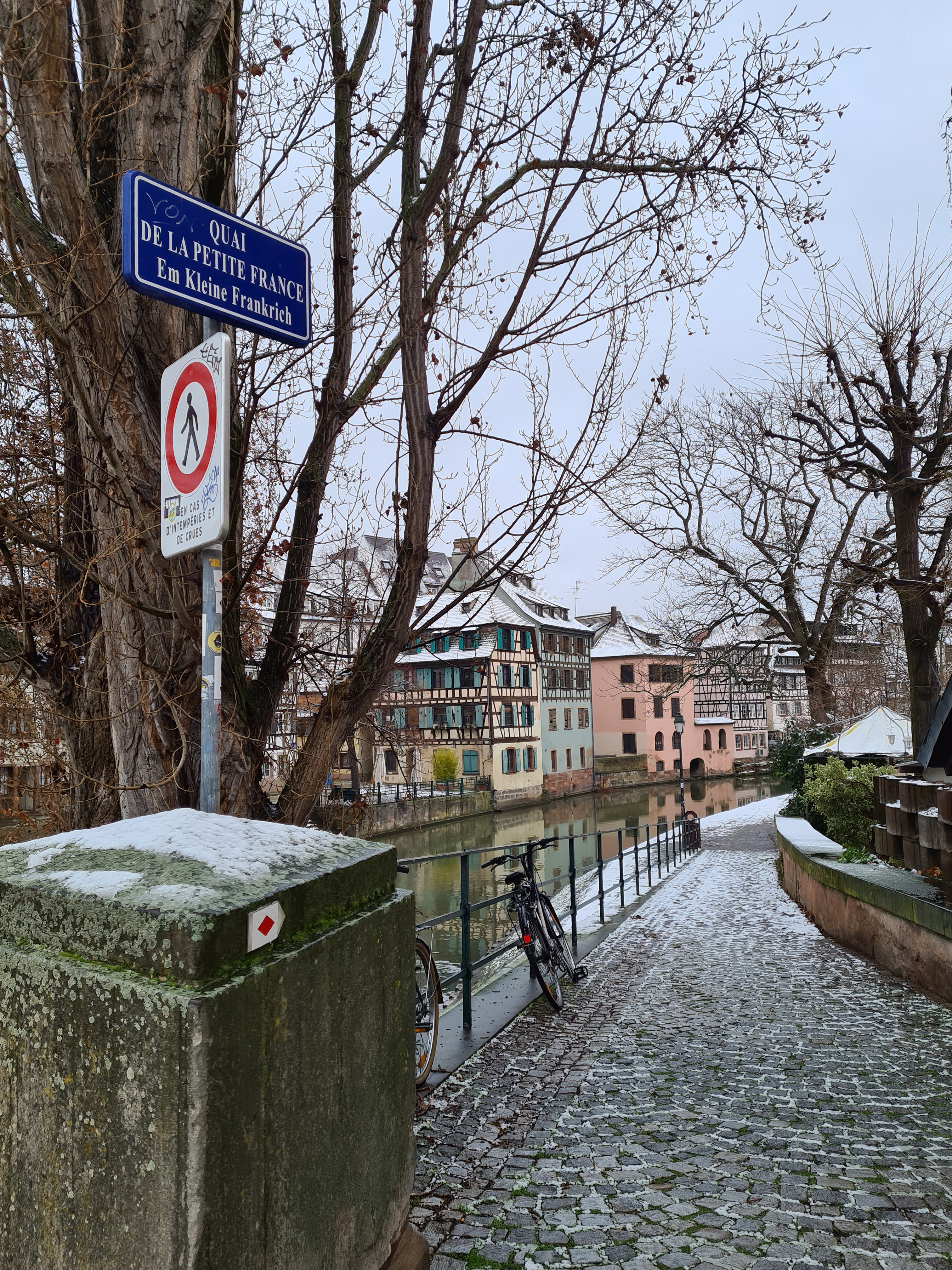
Im kleinen Frankreich

Der Ursprung des Namens Petite France findet sich im elsässischen Namen eines Hospizes Blatterhüs (Pocken- oder Pustelhaus), das ursprünglich im Stadtteil Finkwiller gegründet und dann 1687 in ein neues Gebäude verlegt worden war, das in der Rue des Moulins Nr. 6 am heutigen Quai de la Petite-France (Im kleinen Frankreich, elsässisch Blodergängel, Pocken- oder Pustelgang im 18. und 19. Jahrhundert) errichtet wurde, wo es über einen Zeitraum von fast 300 Jahren bis 1789 in der damals deutschsprachigen und kulturell deutsch geprägten, lutherischen Universitätsstadt Straßburg betrieben wurde. Bis 1789 war das ganze Elsass zollrechtlich Ausland (province à l’instar de l’étranger effectif), hatte also eine Zollgrenze zu Frankreich, jedoch keine zum Heiligen Römischen Reich. Ab 1810 wurden französische Straßennamen eingeführt. Passpflicht existierte nur von 1887 bis 1889 während der durch General Georges Ernest Boulanger ausgelösten diplomatischen Krise.
Das Hospiz war 1503 von Gaspard Hofmeister, einem Bürger der Stadt, für die an Syphilis erkrankte Landsknechte des französischen Königs Karl VIII., die sich während der italienischen Kriege angesteckt hatten, gegründet worden. Durch die Rückkehr der Landsknechte aus der Belagerung Neapels wurde die Syphilis in die Region eingeschleppt. Das Hospiz war 1506 und 1522 erweitert worden, bevor es 1687 verlegt wurde. Syphilis ist eine Ende des 15. Jahrhunderts plötzlich in Europa aufgetretene Krankheit, die bald eine erhebliche Versorgung der oft ausgegrenzten Patienten erforderte. Die Bevölkerung nannte das Hospiz damals „Zum Französel“ – Syphilis galt als „Franzosenkrankheit“. Im 18. Jahrhundert hieß der Ort Hospiz der Unheilbaren. 1795 wurde das Gebäude als „La Petite France“ bezeichnet, dann im weiteren Sinne das gesamte Viertel.

## Besondere Sehenswürdigkeiten
Neben der Architektur und dem Flair ist das Viertel auch aufgrund der vielen Cafés, Restaurants und Hotels beliebt. Zahlreiche Brücken und enge Gassen laden zum Bummeln ein. Das Petite France kann auch per Bootsfahrt erlebt werden.
Bekannte Sehenswürdigkeiten (Auswahl)

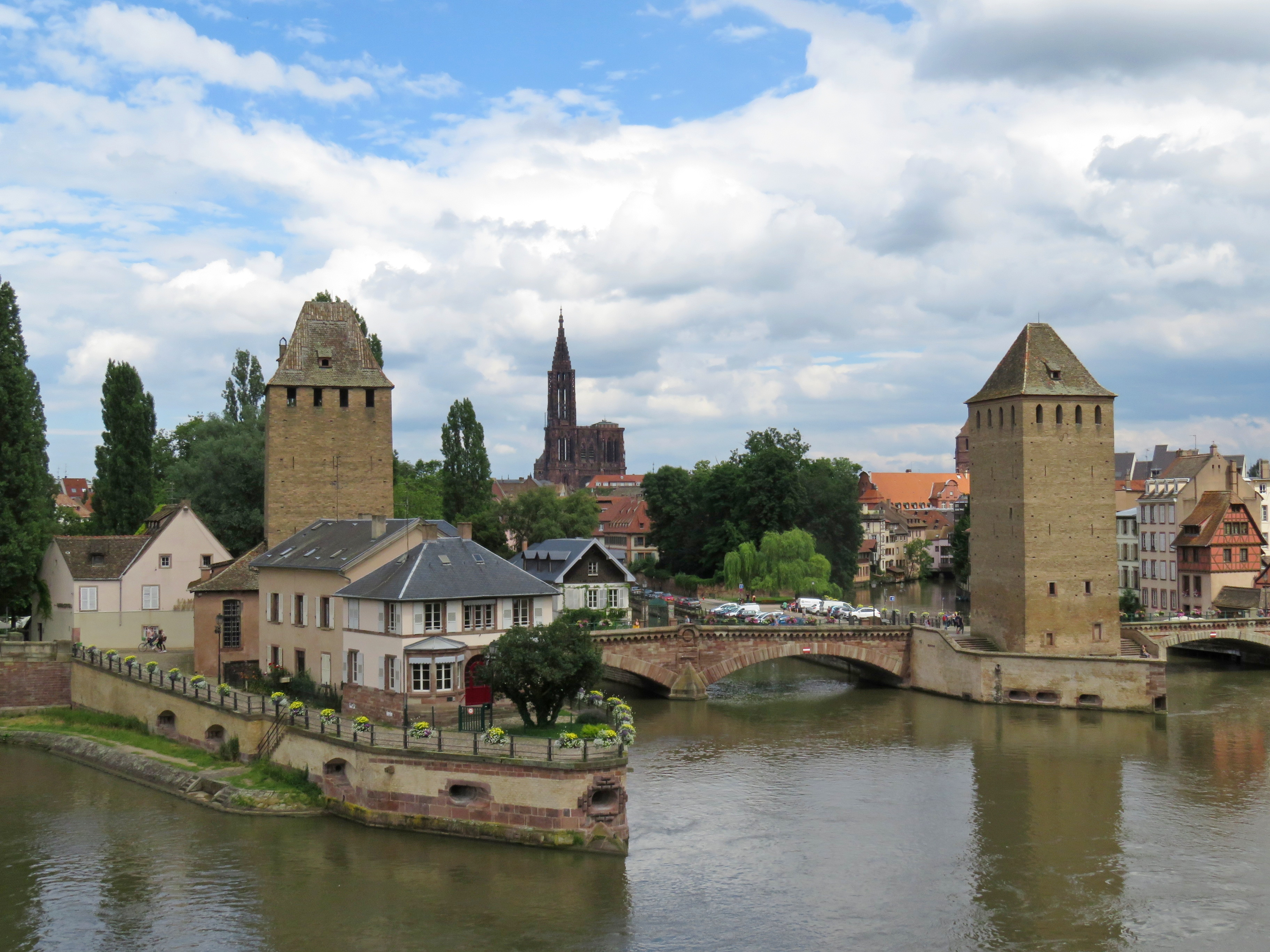
Gedeckte Brücken
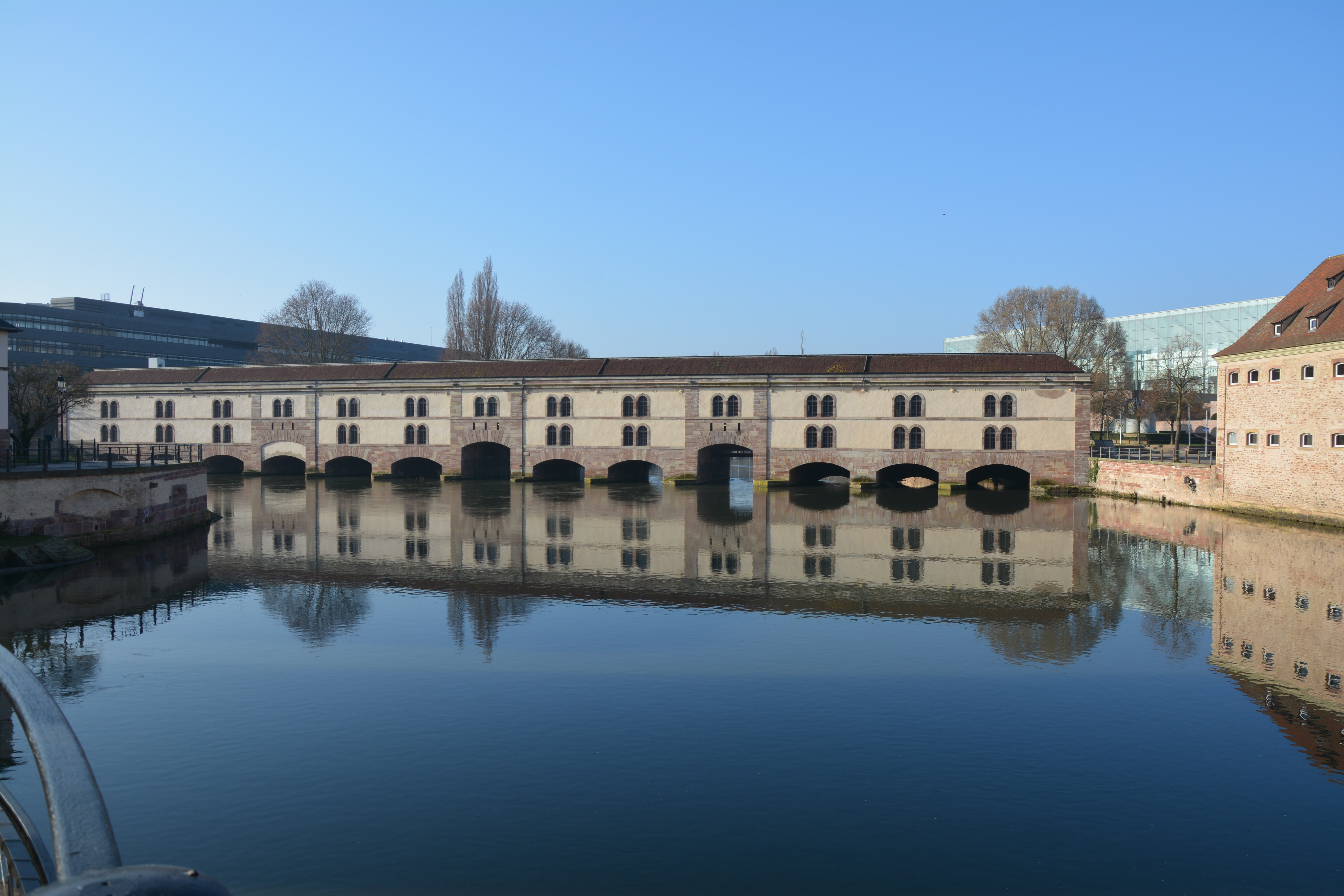
Vauban-Wehr
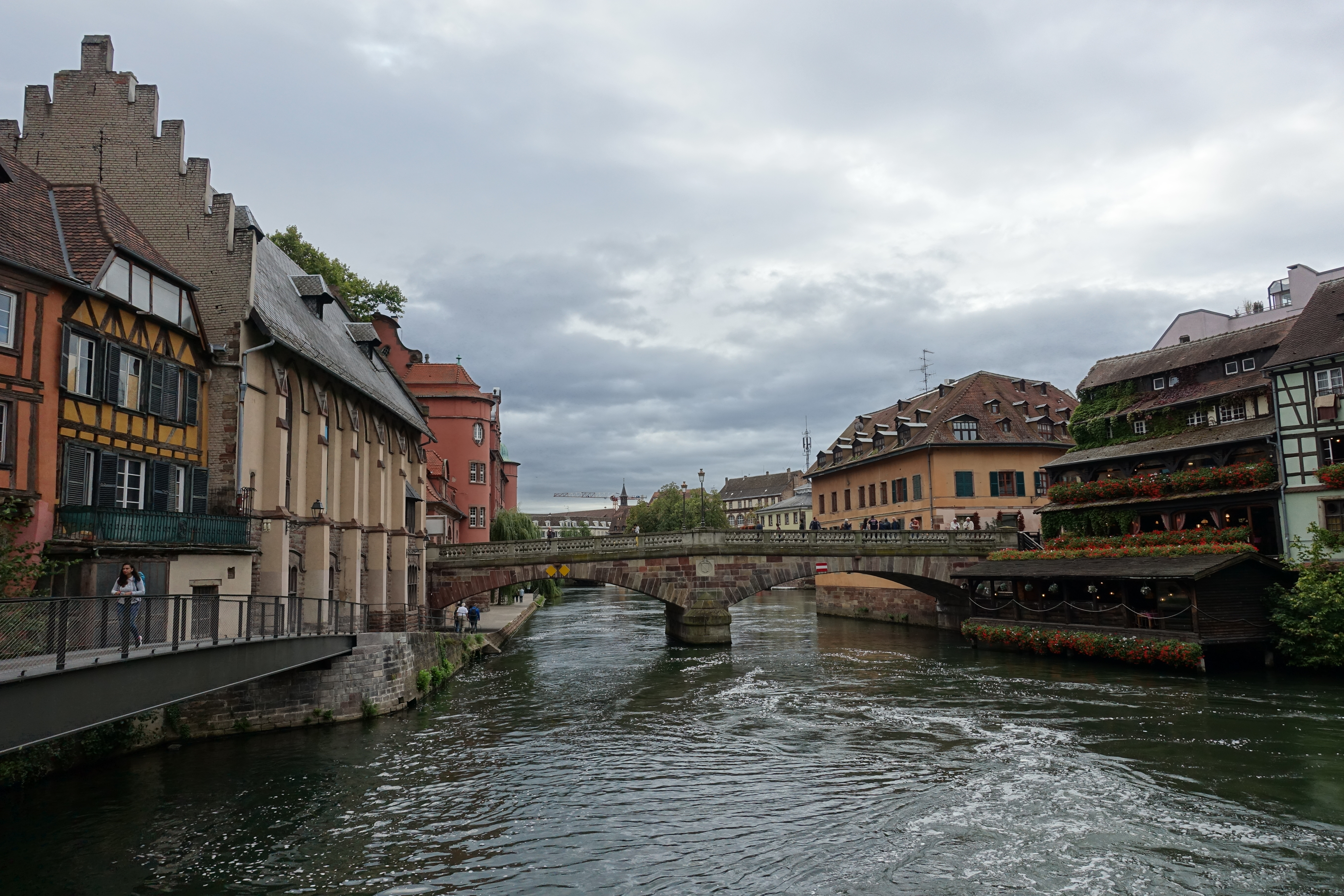
Grande-Île de Strasbourg
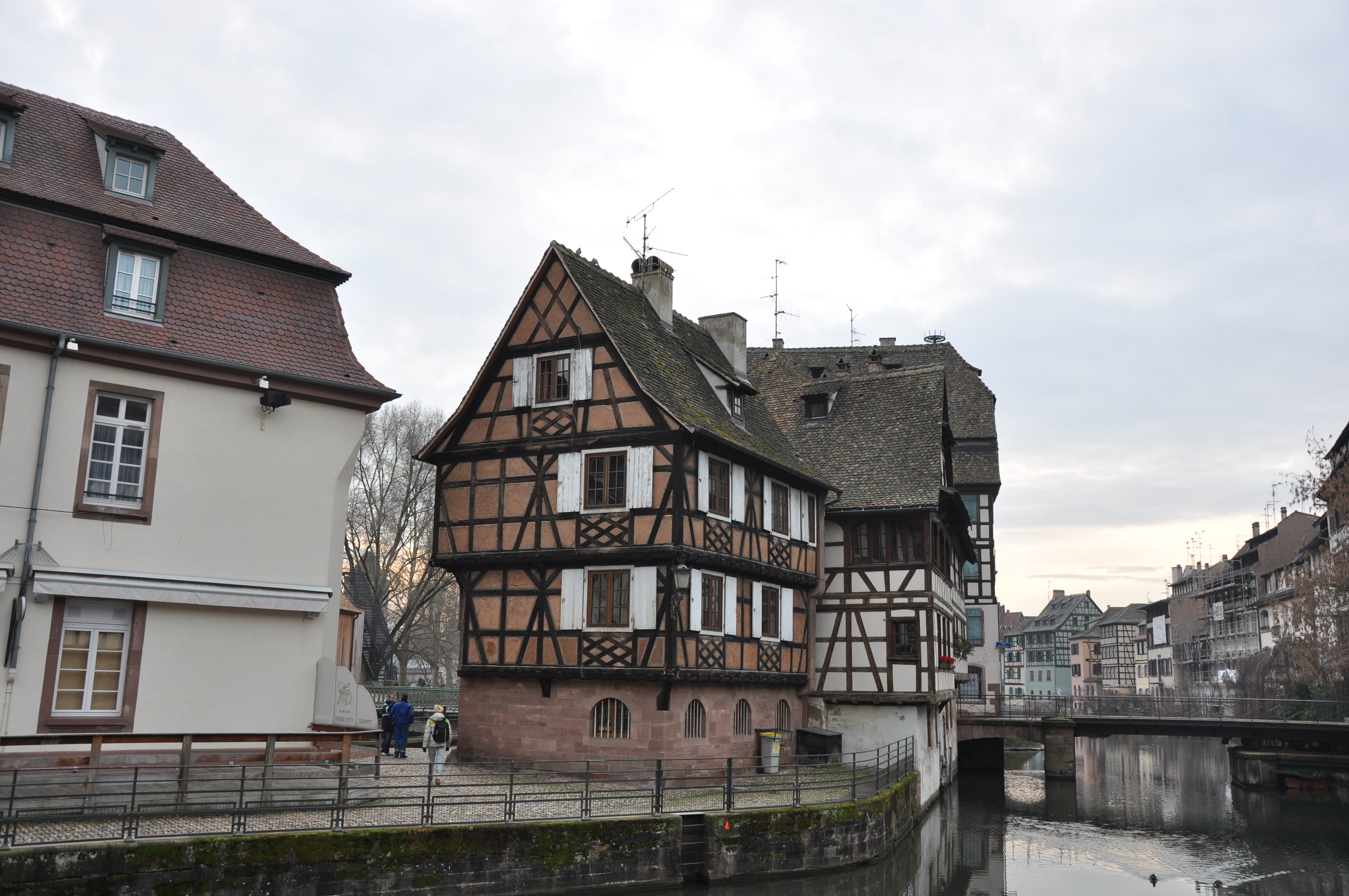
Pont du Faisan (Mühlenplanbrücke)